# Fritz London

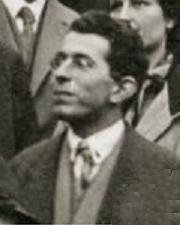
Fritz London, München (1928)

Fritz Wolfgang London (Breslau, 7 maart 1900 – Durham (North Carolina), 30 maart 1954) was een Duits theoretisch natuurkundige. Samen met zijn jongere broer Heinz London maakte hij significante bijdragen tot het begrijpbaar maken van elektromagnetische eigenschappen van supergeleiders.

## Biografie
London werd geboren in Breslau (huidige Wroclaw in Polen) in een welgestelde, burgerlijke Duits-joodse familie. Zijn vader, Franz London, doceerde wiskunde aan de universiteit van Breslau en aan de universiteit van Bonn en zijn moeder, Luise Hamburger, was de dochter van een welvarende linnenfabrikant. Fritz studeerde in Bonn, Frankfurt am Main, Göttingen, München en Parijs. In 1921 promoveerde hij in München.
Na een kort dienstverband als docent zette London zijn studie natuurkunde voort in Göttingen en München (1922-1925), was in 1926/27 assistent van Paul Peter Ewald bij de Technische Hogeschool Stuttgart en studeerde in Zürich en Berlijn bij Erwin Schrödinger. In Berlijn habiliteerde London in 1928. Zijn eerste college die hij in het wintersemester 1928/29 als privaatdocent hield aan de Friedrich-Wilhelm-universiteit ging over "Quantenmechanik, insbesondere Anwendungen auf die Mehrkörperprobleme und auf die Chemie".
Samen met Walter Heitler publiceerde London in 1927 de eerste kwantummechanische verhandeling van een chemische binding, namelijk de binding van diwaterstof H2 (valentiebindingstheorie). Hun berekeningen aan waterstofmoleculen vormde de aanleiding tot de kwantumchemie. Nadat Hitlers nazipartij in 1932 de anti-joodse rassenwetten had doorgevoerd verloor London zijn baan bij de universiteit van Berlijn. Daarop besloot hij Duitsland te verlaten. Tussen 1933 en 1936 werkte hij samen met zijn broer Heinz, die eveneens natuurkundige was, bij de Universiteit van Oxford. Ze hadden hun toevlucht gezocht in het Clarendon-laboratorium, het nieuwe lage-temperatuurlaboratorium in Oxford. In 1936 werd hij onderzoeksdirecteur bij het Institut Henri Poincaré te Parijs.
In 1939 emigreerde London naar de Verenigde Staten alwaar hij hoogleraar theoretische chemie werd aan de Duke-universiteit in Durham. In 1953 verkreeg hij er de leerstoel van fysische chemie. Hij overleed op 54-jarige leeftijd aan een hartaanval.

## Werk
Londons vroege werk was op het gebied van intermoleculaire krachten. In 1930 gaf hij (samen met R. Eisenschitz) een uniforme verklaring voor de interactie tussen twee edelgasatomen die elkaar op grote afstanden aantrekken, maar op korte afstanden elkaar afstoten.
Met zijn broer Heinz ontwikkelde Fritz London een nieuwe theorie omtrent supergeleiding – de complete afwezigheid van elektrische weerstand in een substantie bij extreem lage temperaturen. Nadat ze het verslag van Walther Meissners experiment in Berlijn hadden gelezen begonnen de gebroeders London aan een thermodynamische behandeling van het probleem; ze waren teleurgesteld toen ze zagen dat de Nederlandse fysici Hendrik Casimir en Cor Gorter hun op punt voor waren geweest. Desondanks zetten ze hun onderzoek voort. In de loop van hun onderzoek vonden ze dat de elektrische stroom zich bevond in een zeer dunne buitenste laag in de supergeleider. De buitenste laag waarin de elektronen rondlopen vormt een scherm tegen de binnendringing van het magnetisch veld en daarmee hadden de gebroeders London het meissner-effect verklaard. (Deze 'penetratiediepte' is ongeveer een tienduizendste millimeter dik.)
Londons werk naar supergeleiding leidde tot onderzoek naar een gerelateerd onderwerp: superfluïditeit. Dit fenomeen – voor het eerst eind jaren 1930, begin jaren 1940 beschreven door de Russische fysicus Pjotr Kapitsa – is de eigenschap van een vloeistof om te stromen zonder weerstand. In 1938 suggereerde hij dat superfluïditeit in helium-4 een gevolg was van bose-einsteincondensatie. De laatste twintig jaar van zijn leven besteedde London hieraan. Het resultaat van zijn inspanning was het monumentale, tweedelige werk Superfluids, waarvan het laatste deel (met een introductie van Felix Bloch) na zijn overlijden werd gepubliceerd. In 1953 werd hij door de Koninklijke Nederlandse Akademie van Wetenschappen onderscheiden met de Lorentzmedaille.